# Ханзафаров, Назым Габдрахманович
Назым Габдрахманович Ханзафаров (тат. Назыйм Габдрахман улы Ханзафаров; 12 сентября 1937, Большие Кайбицы, Кайбицкий район, Татарская АССР, РСФСР, СССР — 30 декабря 2023, Казань, Республика Татарстан, Российская Федерация) — советский и российский литературовед, краевед, геральдист. Доктор филологических наук (1996). Лауреат Государственной премии Республики Татарстан в области науки и техники (1997). Автор идеи государственного герба Республики Татарстан.

## Биография
Назым Габдрахманович Ханзафаров родился 12 сентября 1937 года в селе Большие Кайбицы Кайбицкого района Татарской ССР. Мать Файруза из многодетной крестьянской семьи, отец Габдрахман из-под Орла, погиб на Великой Отечественной войне. С детства писал стихи, с которыми публиковался в районной газете.
После окончания большекайбицкой средней школы в 1954 году уехал в Казань и поступил в техническое училище № 8, окончив которое в 1955 году работал по направлению радиотехником машинно-тракторной станции в селе Дубъязы Высокогорского района. В 1956—1958 годах служил в Советской армии, после чего вернулся в родное село, где был директором местного дома культуры, секретарём комсомольской организации, вёл активную общественную деятельность. После упразднения Кайбицкого района в 1962 году переехал в Зеленодольск, сначала работал методистом самодеятельного театра, затем был заместителем директора дома культуры «Родина». Параллельно поступил на заочное отделение историко-филологического факультета Казанского государственного университета имени В. И. Ульянова-Ленина, который окончил в 1965 году.
Продолжив работу в зеленодольском доме культуры и интересуясь татарской литературой, в 1970 году поступил в аспирантуру Института языка, литературы и истории имени Г. Ибрагимова Казанского филиала Академии наук СССР, где с 1973 года работал научным сотрудником. В 1975 году получил учёную степень кандидата филологических наук, защитив диссертацию «Драматургия Наки Исанбета» под научным руководством А. Г. Ахмадуллина. В 1996 году стал доктором филологических наук по итогу защиты диссертации на тему «Татарская комедия (истоки и развитие)». В 1997 году перешёл в Институт языка, литературы и искусства имени Г. Ибрагимова Академии наук Республики Татарстан, где в 1999—2001 годах возглавлял отдел литературоведения, а в 2004 году вышел на пенсию. В 2022 году отметил 85-летний юбилей. В последние годы из-за проблем со здоровьем потерял возможность передвигаться и говорить.
Назым Габдрахманович Ханзафаров скончался 30 декабря 2023 года в Казани в возрасте 86 лет. После церемонии прощания в Казани похоронен по мусульманскому обряду на кладбище в родном селе Большие Кайбицы.

## Научная и общественная работа
Проявил себя разносторонним учёным, живо интересовался разнообразными областями науки, от филологии до истории и архитектуры. Является автором множества трудов, монографий, книг, статей в области истории татарской драматургии, сценической литературы, театрального искусства, комедиографии, исследований творчества Н. Исанбета, К. Тинчурина, М. Файзи, Т. Гиззата, Ф. Бурнаша. Участвовал в текстологической подготовке к изданию собраний сочинений М. Джалиля (1976) и Г. Камала (1979), был автором, заместителем ответственного редактора и членом редакционной коллегии фундаментального труда «История татарской литературы» (1984—2001) в шести томах. Не ограничиваясь татарской литературой, уделял большое значение сохранению архитектурных памятников, ряд работ посвятил изучению истории башни Сююмбике в Казани и Чёрной палаты в Болгаре. Также занимался краеведением, изучал историю Кайбиц и Кайбицкого района. Активно участвовал в татарском национальном движении, с 1990 года состоял членом комитета по защите суверенитета Татарстана. Будучи председателем комиссии по образованию при культурном обществе имени Ш. Марджани, занимался вопросами открытия татарских гимназий, назначений директоров и поиском опытных учителей, активно выступал в печати, указывая, что «без возрождения национальной школы нельзя надеяться на возрождение нации». В 1999 году написал либретто для оперы «Сююмбике» композитора Б. Мулюкова, где, по собственным словам, «стремился отразить народную драму, связанную с крушением Казанского ханства, потерей многовековых культурных ценностей». Также является автором статей Татарской энциклопедии.
Книга «Драматургия Наки Исанбета (проблемы жанра, конфликта и героя)» (1982) стала первым монографическим исследованием творчества писателя, в которой Ханзафаров проследил основные этапы развития драматургии Исанбета, выявил жанровые особенности и идейно-тематическую основу произведений. Особо выделяется монография «Татарская комедия (истоки и развитие)» (1996), где он осветил вопросы развития национальной комедиографии от её зарождения до современности, выявил её фольклорно-этнографические и литературные истоки, а также рассмотрел народную смеховую культуру как основу возникновения и формирования данного жанра. Начав с древности, с карнавалов, обрядовых зрелищ и цирковых номеров, Ханзафаров проследил также влияние европейской и русской драматургии, проникновение тюркской литературной традиции, продемонстрировав хорошее знание литературной практики и теории. За этот труд в 1997 году он был удостоен Государственной премии Республики Татарстан в области науки и техники. В дальнейшем, во множестве публикаций на конкретных примерах он указывал на национальный характер комедии и драматургии как части многовекового культурного богатства татарского народа, развивающегося и в творчестве современных драматургов, таких как Т. Миннулин и З. Хаким. На протяжении долгого времени Ханзафаров также был научным редактором сборников произведений-лауреатов конкурса «Новая татарская пьеса», которым посвящал отдельные литературоведческие статьи, где предстаёт учёным, тонко чувствующим веяния времени, демонстрирующим всё богатство изложения научно-теоретического и фактического материала. К 85-летию Ханзафарова в свет вышел труд «Татарская драматургия: обзоры, творческие портреты» (2023), в котором собраны статьи и заметки учёного по вопросам истории татарской сценической литературы. Особенно близкой для себя он считал романтическую драматургию М. Файзи, посредством которой можно познакомиться с деревенской жизнью и почувствовать саму душу народа.

## Участие в разработке герба Татарстана

Герб Татарстана

Свой вклад Ханзафаров внёс в геральдику, выступив автором идеи и концептуального решения государственного герба Республики Татарстан (1992). После принятия декларации о суверенитете республики для разработки новой символики была создана государственная комиссия, на рассмотрение которой было представлено множество проектов — от башни Сююмбике до дракона или полумесяца со звездой. Руководитель организационной группы по государственным символам Конституционной комиссии Республики Татарстан Р. М. Харисов настаивал на изображении крылатого змея Зиланта, изображённого Т. Г. Хазиахметовым и имеющим сходство с Аждахой, однако такое предложение вызвало массу споров. Выступая на заседании комиссии, Ханзафаров предложил свой вариант со снежным барсом, подведя под него историко-культурное обоснование.
Поскольку крылатый змей, как Зилант, так и Аждаха, является отрицательным персонажем национального фольклора, Ханзафаров полагал, что он не мог быть символом татарского народа. Учитывая, что после взятия Казани русскими войсками в 1552 году изображение змея было включено в царскую печать, а в дальнейшем и в герб Казанского наместничества, он указывал, что «царские геральдисты, преследуя определённые идеологические цели, приписывали побеждённому Казанскому ханству и Казани такие негативные свойства», хотя наряду с отрицательным Аждахой в татарских сказаниях фигурирует и положительный змей Шахмара, помогающий главному герою. В свою очередь, по словам Ханзафарова, барс является государственным символом булгар, вписывается в мировой геральдический ансамбль как новый государственный символ Татарстана, утверждающий «такие нравственные общечеловеческие ценности, как добро, справедливость, благополучие граждан, дружба между народами, мир и прогресс»; обосновал он также все стилистические и цветовые решения герба.
По словам Ханзафарова, Татарстан является продолжением Волжской Булгарии, государства, созданного объединёнными племенами под руководством Кубрат-хана, тогда как среди предков булгарского народа есть и барсилы, чьим тотемным животным был барс. В отличие от змея, барс в его представлении не был запятнан имперскими и отрицательными коннотациями, несмотря на то, что на территории Татарстана не обитает. Образ барса не встречается и в татарских народных сказках, однако широко представлен в декоративно-прикладном искусстве Волжской Булгарии. Согласно исследованиям Ф. Х. Валеева, изображение дракона также имеет булгарское начало, тогда как Ханзафаров в своих соображениях о происхождении этого символа следовал М. Г. Худякову и не учитывал всей вышедшей в последующем научной литературы. Критики указывают, что изображение барса появилось на гербе на волне популярности булгарской теории происхождения татарского народа «без надлежащего взвешенного исторического, догматического и идеологического анализа», с намёком на «объединение в единую общность территориально, конфессионально и культурно разрозненных народов», что «делает вызов существующему административно-территориальному делению государства», в «очередной раз не учитывая мнения русского народа, проживающего на территории республики».
В исторической науке есть темы и проблемы в течение десятилетий остававшиеся в тени, несмотря на их важность и актуальность. К таковым относятся не только отдельные аспекты булгарско-татарской геральдики, но и эта область науки в целом. Неразработанность геральдических проблем особенно ярко проявилась в начале 90-х годов, когда перед Верховным Советом нашей республики со всей остротой встал вопрос о принятии новых государственных символов суверенного Татарстана. Известно, что именно в то время Ханзафаров предложил свой проект герба Татарстана — крылатого барса, научно обосновал и отстоял его на страницах печати и на сессии Верховного Совета РТ.Ф. Ш. Хузин о работе Ханзафарова.
Собственно сам герб нарисовал художник-монументалист Р. Ф. Фахрутдинов, в связи с чем о Ханзафарове в дальнейшие годы фактически забыли. Изначально Фахрутдинов представил герб с барсом, основанный на работах Валеева, однако этот вариант Харисов отклонил, но в дальнейшем была принята версия Ханзафарова. В итоге, 6 февраля 1992 года на сессии Верховного Совета был утверждён государственный герб Татарстана работы Ханзафарова и Фахрутдинова. Сам Фахрутдинов называл себя единственным автором герба, будучи на самом деле лишь фактическим исполнителем. В дальнейшем, как указывалось в прессе, справедливость восторжествовала, Ханзафаров был указан в числе авторов герба, чему имеется подтверждение в виде официальных и исторических документов. Впоследствии он также принял участие в разработке герба Кайбицкого района.

## Награды

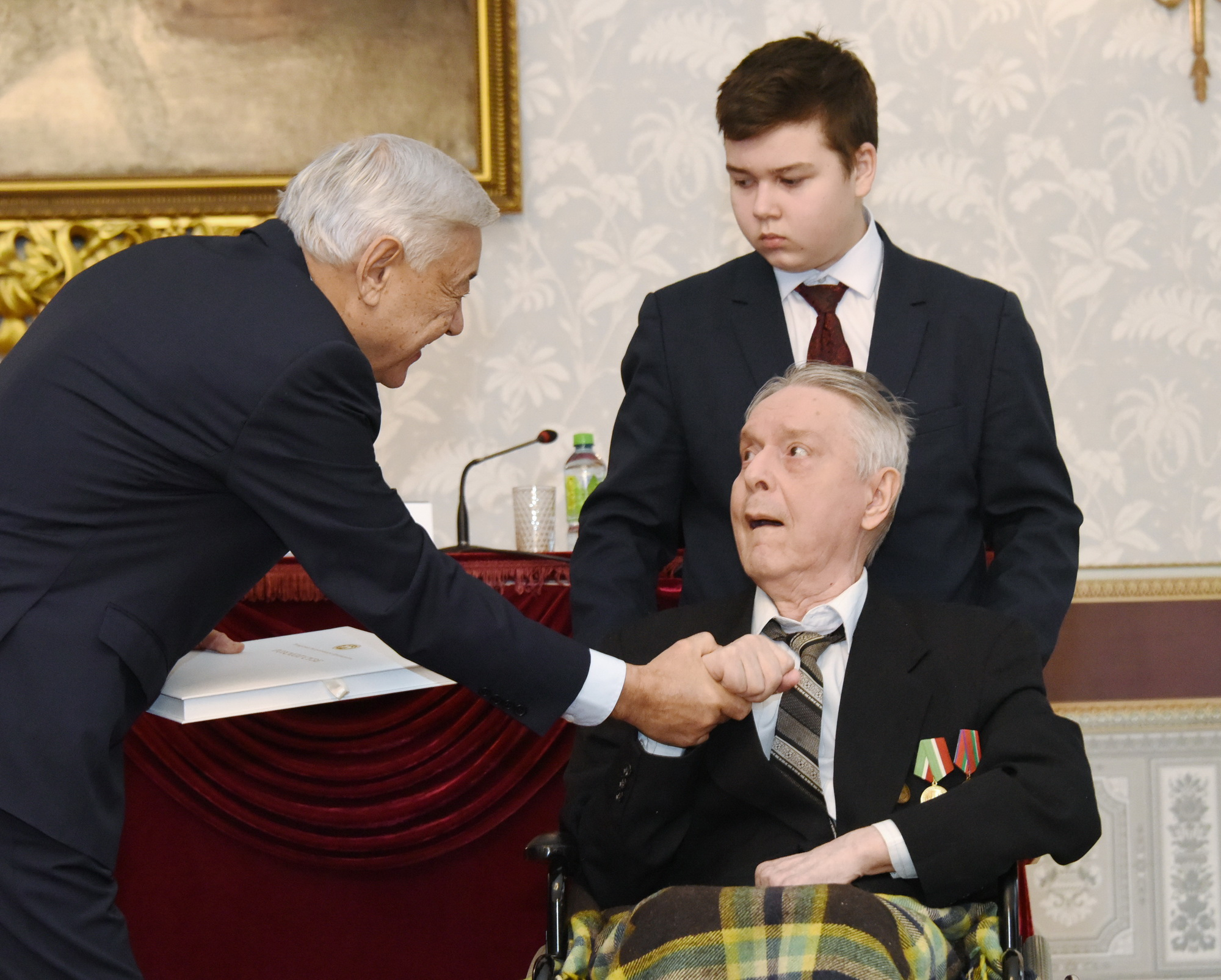
На вручении благодарности, 2022 год

- Государственная премия Республики Татарстан в области науки и техники (1997 год) — за монографию «Татарская комедия (истоки и развитие)»[57].
- Медаль «100 лет образования Татарской Автономной Советской Социалистической Республики» (2021 год) — за существенный вклад в укрепление социально-экономического потенциала Республики Татарстан, заслуги в профессиональной и общественной деятельности[58].
- Благодарность Президента Республики Татарстан (2022 год) — за большой вклад в реализацию государственной политики в области геральдики, многолетний плодотворный труд и активную общественную деятельность[59]. Вручена председателем Государственного Совета Республики Татарстан Ф. Х. Мухаметшиным на торжественной церемонии в Императорском зале Казанского (Приволжского) федерального университета[60].

## Почести
Именем Назыма Ханзафарова названа улица в Больших Кайбицах.

## Личная жизнь
Жена — Гузалия Миннахметовна, родом из Мамадышского района, медик по профессии, поженились в 1960 году. Двое детей — сыновья Линар (работник здравоохранения) и Ильшат (архитектор).